# کورنتا تولیسو
کورنتا تولیسو (به فرانسوی: Corentin Tolisso)؛ (زادهٔ ۳ اوت ۱۹۹۴) بازیکن فوتبال اهل فرانسه است که برای باشگاه لیون بازی می‌کند.

## دوران باشگاهی

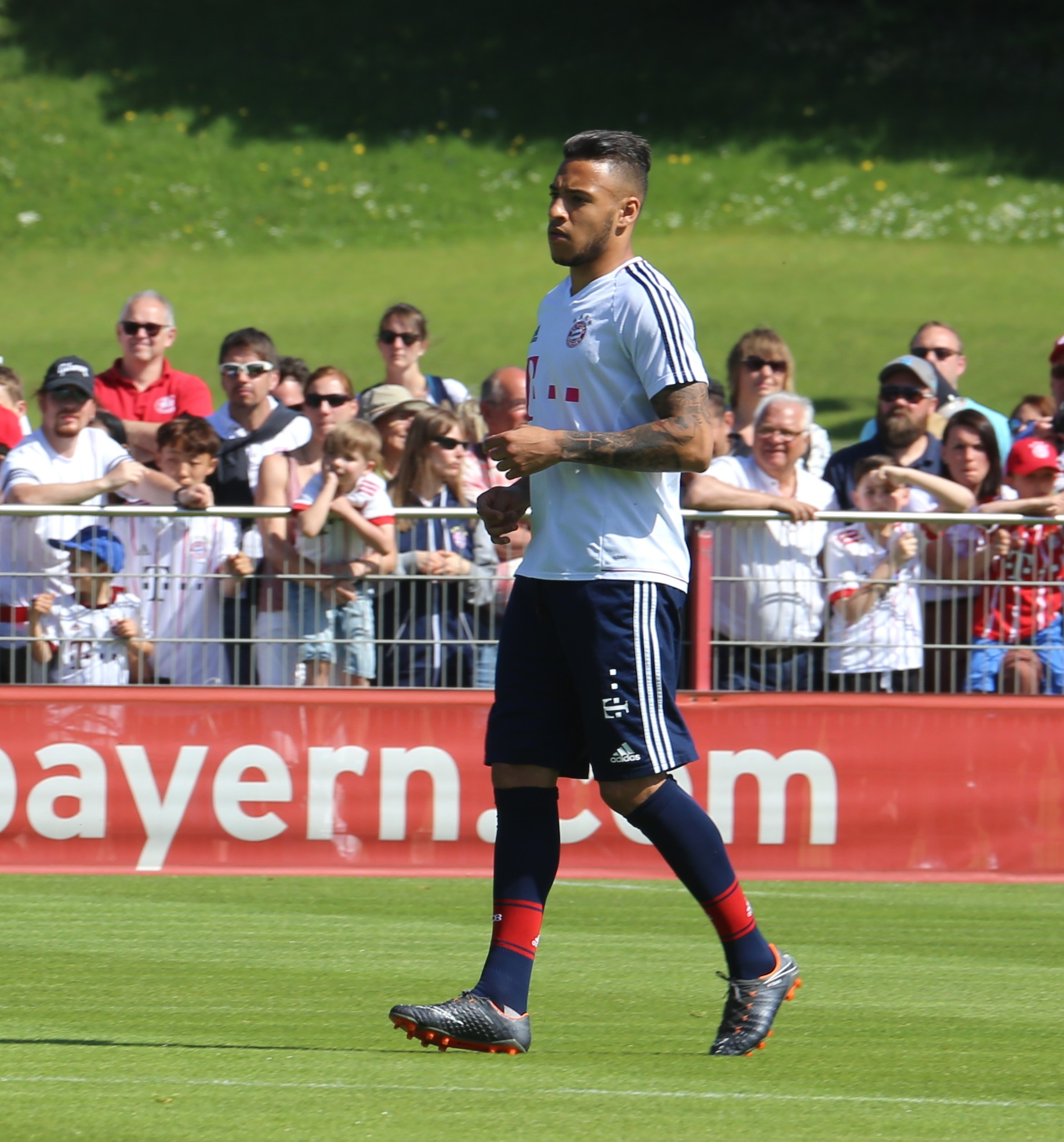
کورنتا تولیسو

### المپیک لیون
تولیسو در سال ۲۰۱۳ برای اولین بار با پیراهن لیون به زمین رفت.

### بایرن مونیخ
تولیسو در چهاردهم ژوئن ۲۰۱۷ با قراردادی ۵ ساله و به ارزش اولیه ۴۱٫۵ میلیون یورو به بایرن مونیخ پیوست؛ البته ۶ میلیون یورو پاداش احتمالی هم برای لیون در نظر گرفته شده‌است. او تبدیل به گران‌قیمت‌ترین خرید تاریخ بوندس‌لیگا شد.

## ویژگی‌های تاکتیکی

### انتقال از دفاع راست به خط میانی
کورنتا تولیسو پدیده عجیبی است. او از فصل ۲۰۱۳/۲۰۱۴ خودش را در سطح اول فوتبال اروپا با راه‌یابی به ترکیب اصلی لیون مطرح کرد. نکته جالب اینجاست که او در این فصل ۱۴ بازی برای لیون در لوشامپیونه انجام داد و بیش از نیمی از این بازی‌ها را به عنوان یک مدافع راست زیر نظر رمی گارد به میدان رفت. تولیسو را در فصل اول حضورش در لیون، فوتبال نویسان فرانسوی به عنوان یک مدافع راست شناختند. در فصل ۲۰۱۴/۲۰۱۵ شاهد شکل‌گیری شخصیت فنی - تاکتیکی اصلی تولیسو بودیم. جایی که این بازیکن جوان فرانسوی زیر نظر هوبرت فورنی به خط میانی آمد. تولیسو در هر ۳۸ بازی لیگ ۱ در ترکیب لیون به میدان رفت و در اکثر مواقع نقش «Shuttler» بایگانی‌شده  در ۳۱ اوت ۲۰۱۶ توسط Wayback Machine را در سیستم ۲-۴-۴ لوزیِ فورنی عهده‌دار بود.
فصل ۲۰۱۵/۲۰۱۶ نیز برای تولیسو به شکل مشابهی پیش رفت. او در این فصل زیر نظر برونو ژنسیو نقش «Shuttler» را این بار هم به‌طور سنتی در ۲-۴-۴ لوزی و هم در ۳-۳-۴ اجرا کرد. ژنسیو به خوبی با بهره‌گیری از تجارب هوبرت فرنی پیرامون تولیسو، به او نقش ثابتی در تیم داد. تولیسو فصل گذشته نیز در اکثر بازی‌ها در سیستم ۳-۳-۴ در نقش «Shuttler» به میدان رفت. شعاع حرکتی تولیسو در خط میانی ۳ نفره لیون، میان یک بازیکن پست ۶ و یک هافبک تهاجمی تر بود. البته توانایی‌های او در بعضی پارامترهای تهاجمی باعث می‌شد تا او آزادی عمل بیشتری برای حضور در مناطق کلیدی حریف داشته باشد. به همین علت بود که موفق شد در لوشامپیونه ۸ گل به ثمر برساند.

### کنترل میانه میدان
فوتبال نویسان و تاکتیک نویسان فرانسوی بارها و بارها در مطالب تحلیلی خود با یک واژه کلیدی سعی کرده‌اند تا سبک بازی کورنتا تولیسو را وصف کنند: کنترل. این واژه مهم‌ترین ویژگی هافبک فرانسوی محسوب می‌شود. جایی که تولیسو از طریق توانایی‌های فوق‌العاده اش در ارسال پاس‌های کوتاه موسوم به کنترلی و همچنین دقت بالا در رساندن پاس‌هایش به مقصد در کنار خونسردی بالا حین حمل توپ، می‌تواند به خوبی وظایف یک «Shuttler» را در خط میانی انجام دهد. تولیسو متصل‌کننده خطوط لیون به یکدیگر بود. جایی که او می‌تواند به خوبی تیمش را از فاز تدافعی خارج کرده و به فاز تهاجمی انتقال دهد. همان‌طور که گفته شد از مهم‌ترین پارامترهای فنی بازیکنی در این نقش توانایی‌هایش در ارسال پاس‌های کنترلی است.
نکته مهمی که ابعاد بیشتری به سبک بازی تولیسو اضافه می‌کند، توانایی‌هایش در پارامترهای تهاجمی است. تولیسو به نسبت یک «Shuttler» قدرت بیشتری در پارامترهای تهاجمی دارد.

## آمار

### باشگاهی
تا تاریخ ۲۰ دسامبر ۲۰۱۷
| باشگاه      | فصل        | لیگ        | لیگ  | لیگ | جام۱ | جام۱ | جام لیگ۲ | جام لیگ۲ | قاره‌ای۳ | قاره‌ای۳ | دیگر۴ | دیگر۴ | مجموع | مجموع |
| باشگاه      | فصل        | لیگ        | بازی | گل  | بازی | گل   | بازی     | گل       | بازی    | گل      | بازی  | گل    | بازی  | گل    |
| ----------- | ---------- | ---------- | ---- | --- | ---- | ---- | -------- | -------- | ------- | ------- | ----- | ----- | ----- | ----- |
| لیون        | ۱۴–۲۰۱۳    | لیگ ۱      | ۱۴   | ۱   | ۱    | ۰    | ۱        | ۰        | ۹       | ۰       | —     | —     | ۲۵    | ۱     |
| لیون        | ۱۵–۲۰۱۴    | لیگ ۱      | ۳۸   | ۷   | ۲    | ۰    | ۰        | ۰        | ۳       | ۰       | —     | —     | ۴۳    | ۷     |
| لیون        | ۱۶–۲۰۱۵    | لیگ ۱      | ۳۳   | ۵   | ۴    | ۱    | ۲        | ۱        | ۶       | ۰       | ۰     | ۰     | ۴۵    | ۷     |
| لیون        | ۱۷–۲۰۱۶    | لیگ ۱      | ۳۱   | ۸   | ۱    | ۱    | ۰        | ۰        | ۱۴      | ۴       | ۱     | ۱     | ۴۷    | ۱۴    |
| لیون        | مجموع      | مجموع      | ۱۱۶  | ۲۱  | ۸    | ۲    | ۳        | ۱        | ۳۲      | ۴       | ۱     | ۱     | ۱۶۰   | ۲۹    |
| بایرن مونیخ | ۱۸–۲۰۱۷    | بوندس‌لیگا  | ۱۵   | ۲   | ۳    | ۰    | —        | —        | ۵       | ۳       | ۱     | ۰     | ۲۴    | ۵     |
| مجموع آمار  | مجموع آمار | مجموع آمار | ۱۳۱  | ۲۳  | ۱۱   | ۲    | ۳        | ۱        | ۳۷      | ۷       | ۲     | ۱     | ۱۸۴   | ۳۴    |

۱ شامل بازی‌های جام حذفی فوتبال فرانسه و جام حذفی فوتبال آلمان. 

۲ شامل بازی‌های جام اتحادیه فوتبال فرانسه. 

۳ شامل بازی‌های لیگ قهرمانان اروپا و لیگ اروپا.

۴ شامل بازی‌های سوپر جام فوتبال فرانسه و سوپر جام فوتبال آلمان.

### ملی
تا تاریخ ۲۳ ژوئن ۲۰۲۱
| تیم ملی | سال   | بازی | گل |
| ------- | ----- | ---- | -- |
| فرانسه  | ۲۰۱۷  | ۵    | ۰  |
| فرانسه  | ۲۰۱۸  | ۱۰   | ۰  |
| فرانسه  | ۲۰۱۹  | ۶    | ۱  |
| فرانسه  | ۲۰۲۰  | ۲    | ۱  |
| فرانسه  | ۲۰۲۱  | ۵    | ۰  |
| مجموع   | مجموع | ۲۸   | ۲  |

## افتخارات

### باشگاهی
بایرن مونیخ
- سوپر جام فوتبال آلمان: ۲۰۱۷

لیگ قهرمانان اروپا، بوندس لیگا و جام حذفی آلمان ۲۰۲۰

### فردی
- لیگ اروپا ترکیب فصل: ۱۷–۲۰۱۶